# Samur
 Ovo je glavno značenje pojma Samur. Za druga značenja pogledajte Samur (razdvojba).
Samur (Martes zibellina) je mali grabežljivac iz roda kuna. Živi u šumama Rusije, počevši od Uralskih planina pa širom Sibira, zatim u sjevernoj Mongoliji i Kini i na Hokkaidō, u Japanu. Ova vrsta se, međutim, prvobitno rasprostirala na prostorima od današnjeg europskog dijela Rusije, preko Poljske do skandinavskih zemalja. Zbog visokokvalitetnog krzna, ove životinje su se tijekom povijesti mnogo lovile, a danas se uglavnom, osim u Rusiji u kojoj je lov još uvijek uobičajen, uzgajaju na specijaliziranim farmama.

## Etimologija
Ime „samur“ je turskog porijekla, a u ruskom jeziku se kaže "sobolj" (соболь) i kao takvo je ušlo i u jezična područja današnje zapadne Europe i Amerike, vjerojatno kroz trgovinu ovim životinjama s istočnim zemljama poput Rusije. Tako se ruska riječ "sobolj" na engleskom jeziku počela izgovarati "sejbl", na njemačkom "Zobel", na nizozemskom "zabel", na francuskom "zibelin", itd.

## Opis
Mužjaci su nešto veći od ženki, i dosegnu dužinu od 38 do 56 centimetara, s od 880 do 1800 grama, dok su ženke duge od 35 do 51 centimetara, a teške od 700 do 1560 grama. Rep im je dug od 9 do 12 centimetara.
Krzno je srednje dužine, a zimi poraste znatno više nego ljeti. Ono je sivobijele boje, s mrljama žute ili sive boje, koje se uglavnom nalaze ispod vrata. Njihovo meko krzno često se zove "crni dijamant".

## Ponašanje
Samuri su dnevni grabljivci koji se u lovu služe osjetilima mirisa i sluha.
U prirodi su, u lovu, izuzetno krvoločni. Iako postoje zapisi o "pripitomljenim" samurima, to su uglavnom bili samuri odvojeni od majke kao mladunci. Uglavnom grade gnijezda u zemlji, a hrane se vjevericama, miševima, manjim pticama i ribama. Kada je nestašica hrane, jedu i kupine, maline, češere itd. Za vrijeme nevremena, plijen nose u gnijezdo i tamo ga jedu.